# Emociones en directo
Emociones en directo es el primer álbum en vivo de la cantante Tamara.

## Sinopsis
Este álbum contiene 17 canciones y un DVD del concierto realizado en el Palacio de la Música Catalana, además de tres videoclips extras.

## Lista de canciones
Emociones en directo (CD)

| N.º | Título                                              | Escritor(es)                                                                           | Duración |  |
| 1.  | «La nave del olvido»                                | Francisco Dino López Ramos                                                             | 4:13     |  |
| 2.  | «La carretera»                                      | Roberto Livi, Rafael García Ferro                                                      | 4:38     |  |
| 3.  | «Lady Laura»                                        | Roberto Carlos, Erasmo Carlos Buddy McCluskey y Mary Mccluskey (adaptación en español) | 4:09     |  |
| 4.  | «Tengo que olvidar»                                 | Roberto Livi, Salako                                                                   | 3:56     |  |
| 5.  | «Lo mejor de tu vida»                               | Manuel Alejandro                                                                       | 3:38     |  |
| 6.  | «Por el amor de una mujer»                          | Jesús González López, Daniel Candon De La Campa                                        | 3:31     |  |
| 7.  | «Cóncavo y convexo (O Côncavo E O Convexo)»         | Roberto Carlos, Erasmo Carlos Buddy McCluskey y Mary Mccluskey (adaptación en español) | 4:18     |  |
| 8.  | «La distancia (A Distância)»                        | Roberto Carlos, Erasmo Carlos                                                          | 4:34     |  |
| 9.  | «Propuesta (Proposta)»                              | Roberto Carlos, Erasmo Carlos Buddy McCluskey y Mary Mccluskey (adaptación en español) | 3:44     |  |
| 10. | «Vuela alto»                                        | Manuel Alejandro                                                                       | 3:04     |  |
| 11. | «Cómo han pasado los años»                          | Roberto Livi, Rafael García Ferro                                                      | 3:27     |  |
| 12. | «Si nos dejan»                                      | José Alfredo Jiménez                                                                   | 3:35     |  |
| 13. | «Emociones (Emoções)»                               | Roberto Carlos, Erasmo Carlos Luis Gómez-Escolar (adaptación en español)               | 4:51     |  |
| 14. | «El gato que está triste y azul (Un gatto nel blu)» | Giancarlo Bigazzi, Toto Savio                                                          | 3:50     |  |
| 15. | «Desahogo (Desabafo)»                               | Roberto Carlos, Erasmo Carlos Luis Gómez-Escolar (adaptación en español)               | 3:35     |  |
| 16. | «Gracias»                                           | Antonio Guijarro, Augusto Algueró                                                      | 3:43     |  |
| 17. | «Celos»                                             | Bebu Silvetti, Sylvia Riera Ibáñez                                                     | 3:42     |  |

Emociones en directo (DVD) 

| N.º | Título                                                    | Escritor(es)                                                                           | Duración |  |
| 1.  | «La nave del olvido»                                      | Francisco Dino López Ramos                                                             | 4:13     |  |
| 2.  | «La carretera»                                            | Roberto Livi, Rafael García Ferro                                                      | 4:38     |  |
| 3.  | «Lady Laura»                                              | Roberto Carlos, Erasmo Carlos Buddy McCluskey y Mary Mccluskey (adaptación en español) | 4:09     |  |
| 4.  | «Tengo que olvidar»                                       | Roberto Livi, Salako                                                                   | 3:56     |  |
| 5.  | «Lo mejor de tu vida»                                     | Manuel Alejandro                                                                       | 3:38     |  |
| 6.  | «Por el amor de una mujer»                                | Jesús González López, Daniel Candon De La Campa                                        | 3:31     |  |
| 7.  | «Cóncavo y convexo (O Côncavo E O Convexo)»               | Roberto Carlos, Erasmo Carlos Buddy McCluskey y Mary Mccluskey (adaptación en español) | 4:18     |  |
| 8.  | «Quién como tú / Si pudiera imaginarte / Cómo le explico» | Luis Sarmiento, Virginia Faiad, Kiko Cibrián, Luis Villa, Ricardo J. Pons              | 12:18    |  |
| 9.  | «La distancia (A Distância)»                              | Roberto Carlos, Erasmo Carlos                                                          | 4:34     |  |
| 10. | «Propuesta (Proposta)»                                    | Roberto Carlos, Erasmo Carlos Buddy McCluskey y Mary Mccluskey (adaptación en español) | 3:44     |  |
| 11. | «Vuela alto»                                              | Manuel Alejandro                                                                       | 3:04     |  |
| 12. | «Cómo han pasado los años»                                | Roberto Livi, Rafael García Ferro                                                      | 3:27     |  |
| 13. | «Si nos dejan»                                            | José Alfredo Jiménez                                                                   | 3:35     |  |
| 14. | «Emociones (Emoções)»                                     | Roberto Carlos, Erasmo Carlos Luis Gómez-Escolar (adaptación en español)               | 4:51     |  |
| 15. | «Siempre / Herida de amor / Si faltas tú»                 | Óscar Gómez, Bebu Silvetti, Sylvia Riera Ibáñez, David Santiesteban                    | 12:50    |  |
| 16. | «El gato que está triste y azul (Un gatto nel blu)»       | Giancarlo Bigazzi, Toto Savio                                                          | 3:50     |  |
| 17. | «Desahogo (Desabafo)»                                     | Roberto Carlos, Erasmo Carlos Luis Gómez-Escolar (adaptación en español)               | 3:35     |  |
| 18. | «Gracias»                                                 | Antonio Guijarro, Augusto Algueró                                                      | 3:43     |  |
| 19. | «Celos»                                                   | Bebu Silvetti, Sylvia Riera Ibáñez                                                     | 3:42     |  |

Emociones en directo — Videoclips (DVD)

| N.º | Título                                              | Escritor(es)                                                    | Duración |  |
| 1.  | «La distancia (A Distância)»                        | Roberto Carlos, Erasmo Carlos                                   | 4:34     |  |
| 2.  | «El gato que está triste y azul (Un gatto nel blu)» | Giancarlo Bigazzi, Toto Savio                                   | 3:50     |  |
| 3.  | «Hey»                                               | Julio Iglesias, Ramón Arcusa, Mario Balducci, Giovanni Belfiore | 4:54     |  |